# Klarissenkloster St. Klara (Nürnberg)

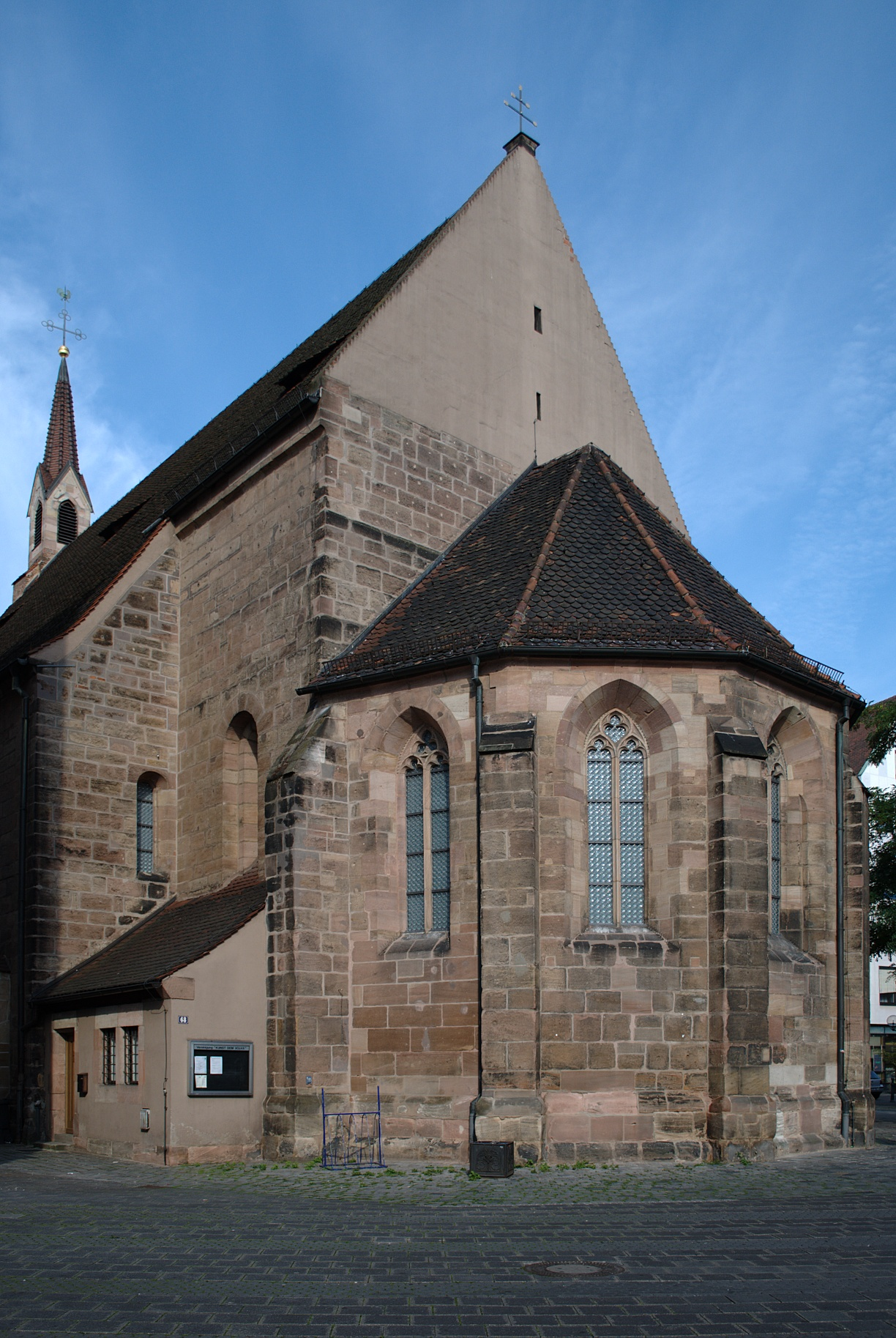
St. Klara (Nürnberg), die erhaltene Klosterkirche des Konvents

Das Klarissenkloster St. Klara ist ein ehemaliges Kloster der Klarissen in Nürnberg in der Diözese Bamberg. Es wurde in der ersten Hälfte des 13. Jahrhunderts von Magdalenerinnen begründet und bestand bis zur Reformation. Im Jahr 1525 wurde dem Kloster die Aufnahme von Novizinnen verboten, sodass es 1596 mit dem Tod der letzten Nonne aufgelöst wurde.
Die Bauten des Klosters wurden Ende des 19. Jahrhunderts größtenteils abgebrochen, einzig die ehemalige Klosterkirche St. Klara und der sogenannte „Silberturm“ sind heute noch erhalten.

## Geschichte

### Magdalenerinnenkloster
Das Kloster wurde wohl in den 1230er Jahren von den Magdalenerinnen (im Volksmund auch Reuerinnen genannt) begründet. Erstmals urkundlich erwähnt ist es in einer Ablassverheißung an seine Stifter aus dem Jahr 1241.
Die Anlage lag ursprünglich vor den Stadtmauern von Nürnberg, erst die spätere Erweiterung der Befestigungsanlagen bezog den Komplex in die Stadt mit ein. Das in der Nähe gelegene Frauentor hat seinen Namen von dem Kloster, das sich in seiner ursprünglichen Ausdehnung auf die gesamte Fläche zwischen Klaragasse, Sterngasse, der Vorderen Sterngasse und der Königstraße erstreckte.
Im fünften Jahrzehnt des 13. Jahrhunderts begann man mit dem Bau einer Klosterkirche, Bauarbeiten sind erstmals für 1246 belegt. Im Zeitraum um 1270 bis 1274 wurde die Kirche erweitert bzw. erneuert, der neue Chor des Gebäudes wurde 1274 geweiht.

### Klarissenkloster

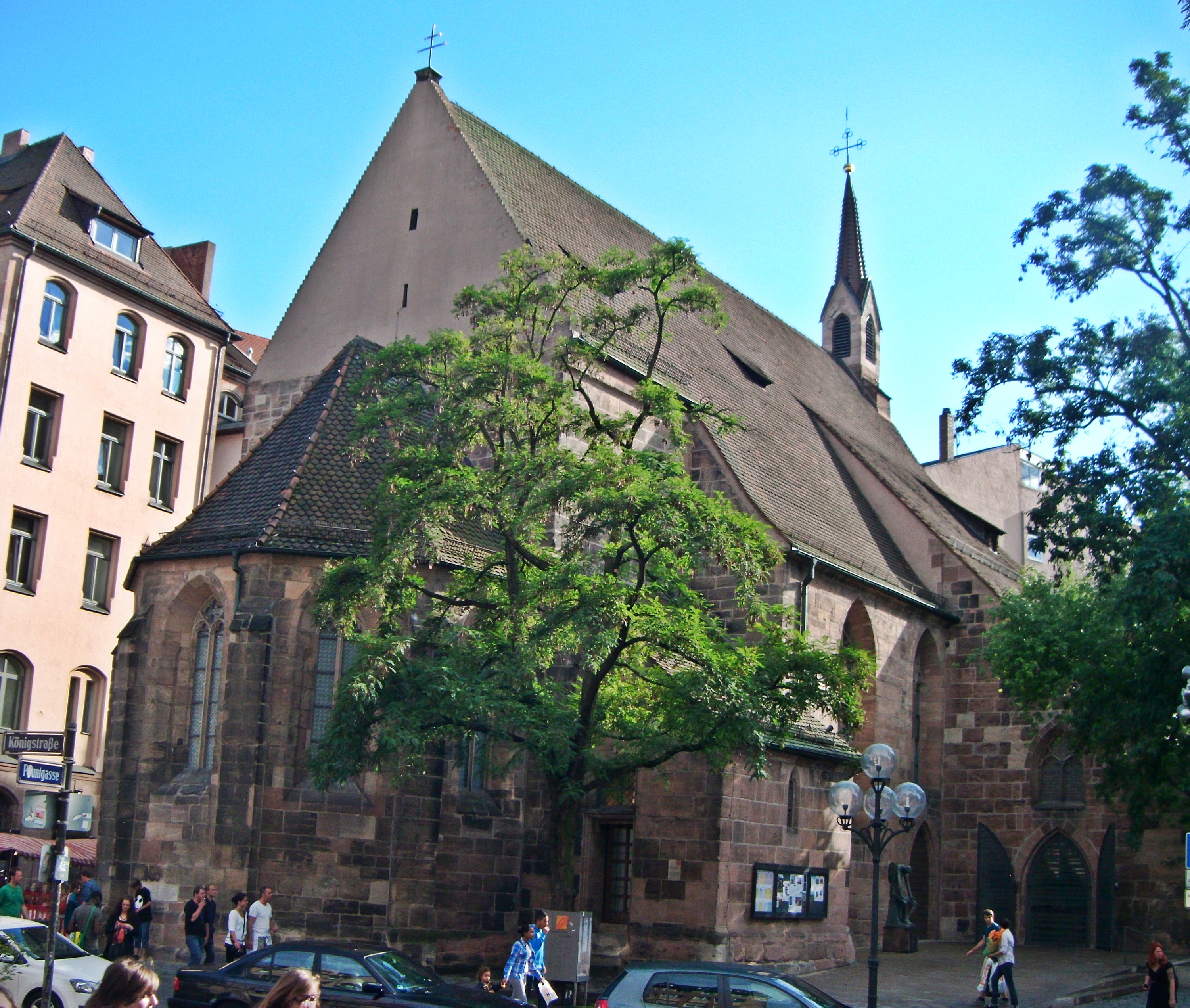
St. Klara, Nürnberg

Im Jahr 1274 wurden durch Beschluss des 2. Konzils von Lyon sämtliche nach 1215 gegründeten Bettelorden aufgehoben, so auch der Orden der Magdalenerinnen. Die Konvente mussten sich anderen Orden anschließen. Während sich die norddeutschen Klöster mehrheitlich den Augustinerinnen anschlossen, wandten sich die süddeutschen den Klarissen oder den Dominikanerinnen zu. Im Nürnberger Kloster versuchte man, einen Sonderweg zu gehen: Man schlug ein Beibehalten der bisherigen Ordensregel unter Aufsicht von ortsansässigen Franziskanern vor. Dieses Ansinnen wurde jedoch abgelehnt, auf Geheiß des Papstes Nikolaus III. schloss sich der Konvent im Jahr 1279 dem Klarissenorden an.
Einige Jahre später wurden die Kirche, der Kreuzgang sowie der Friedhof neu gebaut und 1339 geweiht. Die Klostergemeinschaft setzte sich vor allem aus Töchtern von Nürnberger Bürgern und Mitgliedern des Patriziats zusammen.

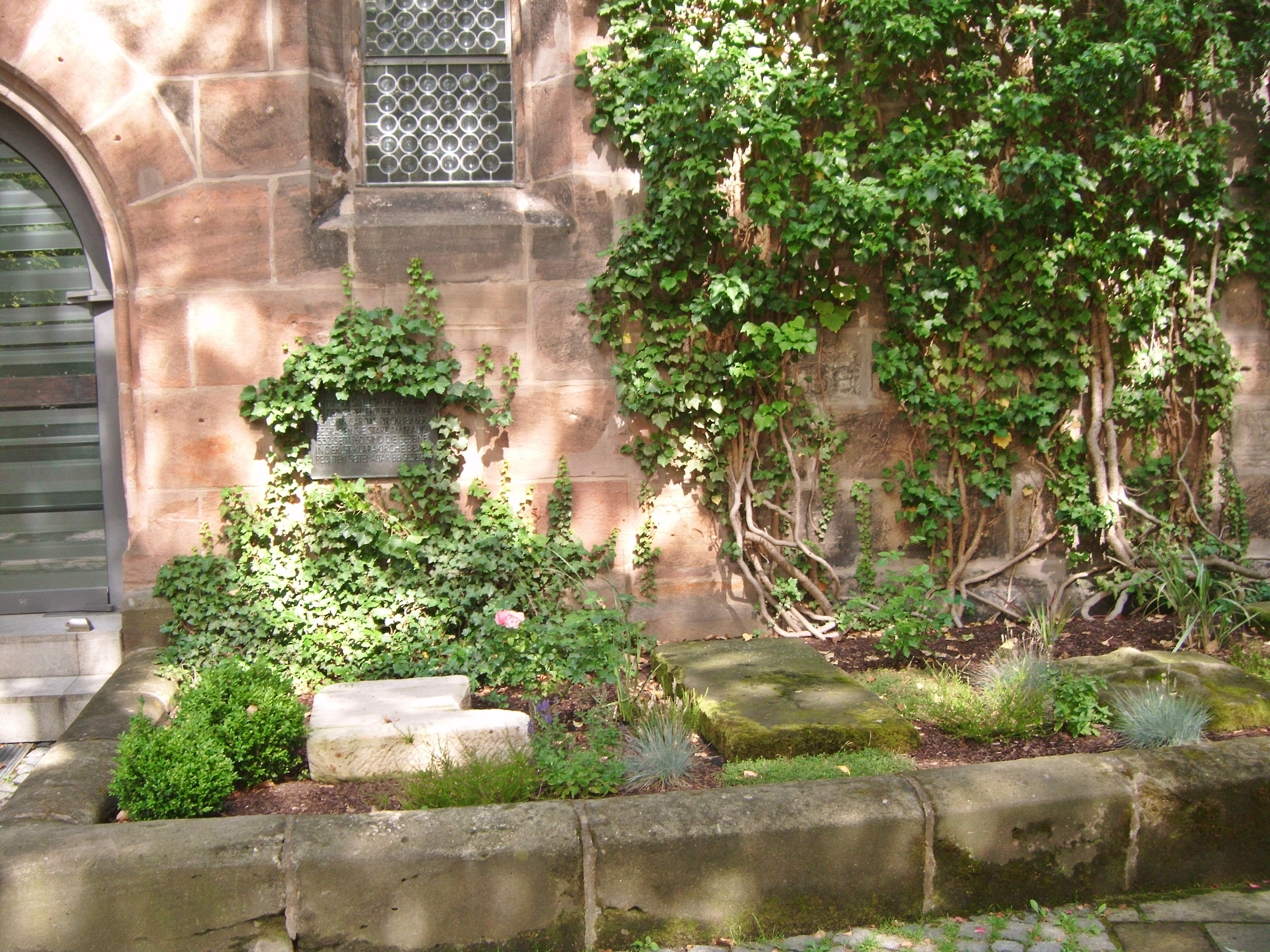
Nonnenfriedhof hinter der Kirche; links (mit Tafel) das ehemalige Grab der Äbtissin Caritas Pirckheimer. (Ihre Überreste wurden 1960 in die Kirche umgebettet.)

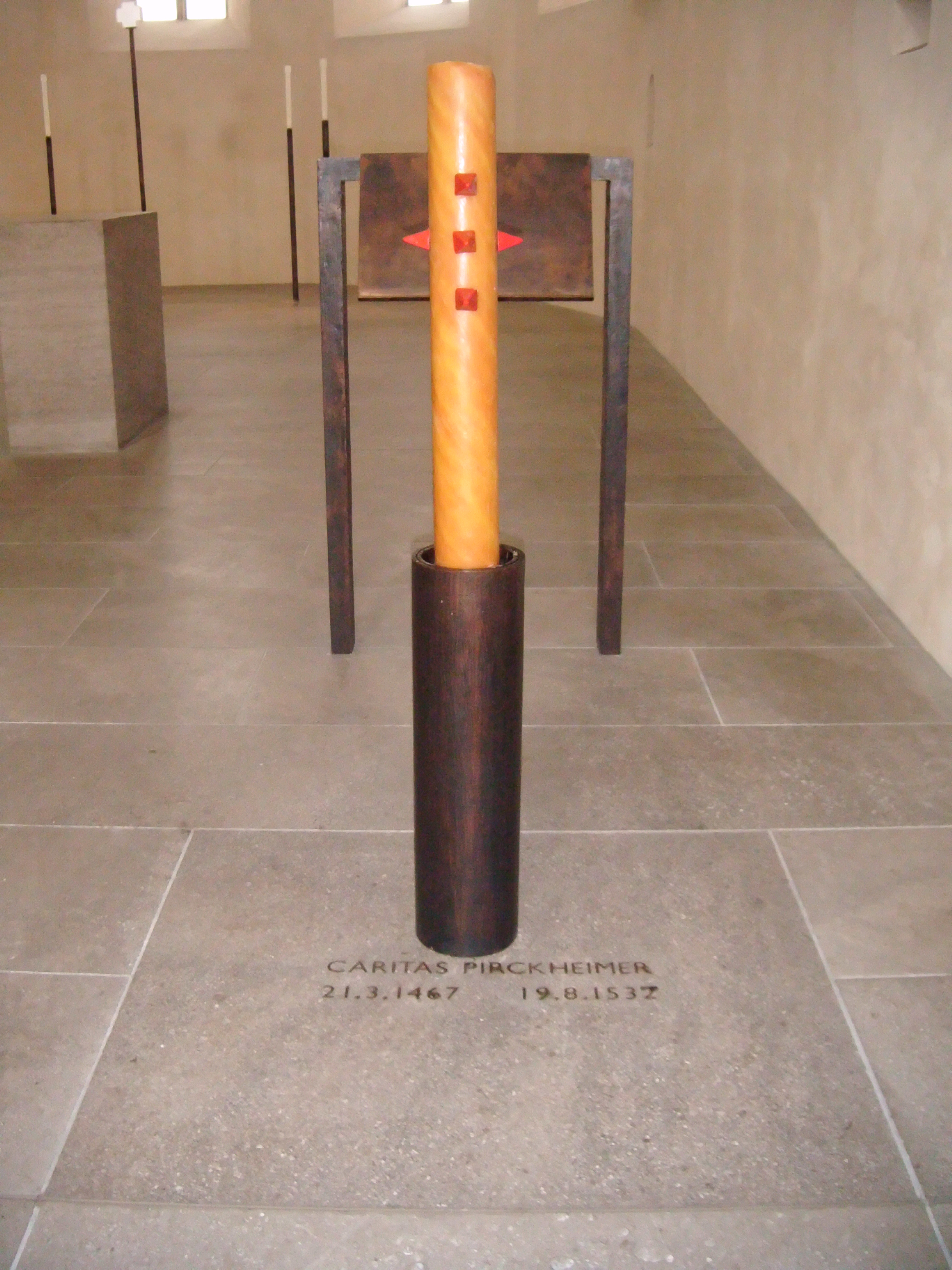
Aktuelle Grabstätte von Caritas Pirckheimer, im Chor der Klarakirche

Der Rat der Stadt setzte die 1452 die Einführung der Observanz im Kloster durch, das damit Ausgangspunkt für deren Einführung in anderen Klarissenklöstern wurde; das Kloster entwickelte sich daraufhin in der zweiten Hälfte des 15. Jahrhunderts zu einem Reformzentrum (u. a. für die Ordensniederlassungen in Bamberg und München).

#### Klarissenchronik
Die Schwestern des Nürnberger Klarissenordens begannen um 1500, die Geschichte ihres Ordens und ihrer Gemeinschaft schriftlich festzuhalten. Hierbei nahm Caritas Pirckheimer eine leitende Rolle ein und es bestand eine enge Zusammenarbeit mit dem Franziskanerbruder Nikolaus Glassberger. Die Nürnberger Klarissenchronik hat sich in drei Fassungen von der Konzeption über die Korrektur bis zur Endfassung erhalten.

### Reformation
Nach dem Nürnberger Religionsgespräch von 1525 wurden vom Inneren Rat die protestantischen Prediger Andreas Osiander, Johannes Poliander und andere eingesetzt. Zusammen mit dem Klosterpfleger Kaspar Nützel und auch den eigenen Familien versuchten sie den Nonnen die Lehre Martin Luthers aufzuzwingen.
Das Vorhaben scheiterte vor allem am Widerstand von Caritas Pirckheimer, der wohl bekanntesten Äbtissin des Klosters. Trotz ihres vehementen Auftretens gegen den protestantischen Rat der Stadt Nürnberg konnte sie letztlich das Ende des Klarissenklosters nicht verhindern. Nach dem Vermittlungen Philipp Melanchthons wurde der Druck aufgegeben, es durften jedoch keine Novizinnen mehr aufgenommen werden, wenngleich der Konvent noch bis zum Ableben der letzten Klarissin 1591 bestehen blieb.
In den Jahren 1524 bis 1528 schrieb sie als kritische Beobachterin alle Ereignisse in Form einer Chronik auf. Constantin Höfler, der die Handschrift 1852 veröffentlichte, gab ihr den Titel „Denkwürdigkeiten aus dem Reformationszeitalter“.
Das Kloster und dessen Grundherrschaft wurde im Zuge der Reformation säkularisiert und von 1574 bis 1806 durch das eigens geschaffene Klaraamt verwaltet. Nach dem Tod der letzten Nonne 1591 wurde das Kloster zunächst als Wohnung für Pastorenwitwen, ab 1618 als Leihhaus genutzt und 1892 abgerissen. Als einzige Gebäude blieben die Klosterkirche und der nördlich daran anschließende „Silberturm“ in der Königstraße 66 erhalten. Die Kirche diente bis 1806 als evangelisches Gotteshaus, später als Magazin. Seit 1857 ist sie katholische Kirche und gehört heute mit der Frauenkirche und der Elisabethkirche zu den Katholischen Innenstadtkirchen Nürnbergs.

### Klarenamt
Die Reichsstadt schuf zur Verwaltung des säkularisierten klösterlichen Grundbesitzes eine eigene Behörde, das sogenannte Klarenamt, statt damit das Landalmosenamt zu beauftragen. Dem Klarenamt unterstanden auch die Besitzungen des ehemaligen Klosters Pillenreuth, es findet sich daher auch die Bezeichnung „Amt St. Klara und Pillenreuth“. Das Klarenamt existierte bis zum Ende der Reichsstadt und ihren Anfall an das Königreich Bayern 1806.

## Caritas Pirckheimer Haus
Auf dem ehemaligen Klostergelände nördlich der Klarakirche wurde 1961 das Caritas Pirckheimer Haus in der Klaragasse errichtet. Der Name wurde in Anlehnung an das 1959 an dieser Stelle gefundene Grab der Caritas Pirkheimer gewählt. Ursprünglich als Jugendfreizeitstätte der süddeutschen Jesuiten eröffnet ist seit 1971 auch die Akademie der Erzdiözese Bamberg beheimatet in dem Gebäude untergebracht. Weiterhin dient das CPH als Zentrum für die kirchliche Erwachsenenbildung und Jugendarbeit.

## Offene Kirche St. Klara
Die um 1240 auf dem Klostergelände erbaute Klarissenkirche ist heute Sitz der katholischen Cityseelsorge. Als „Offene Kirche St. Klara“ bietet sie neben klassisch Katholischem (Abendmesse um 17.45 an jedem Wochentag) offene Feierformen für kirchlich eher fernstehende und sinnsuchende Menschen. Vielfältige regelmäßige Trauerangebote, Kultur mit Tiefgang und politische Andachten sind fester Bestandteil des Programms. Die Klarakirche wurde im Jahre 2007 generalsaniert und für die Bedürfnisse einer Citykirche umgestaltet. Das Kirchenschiff strahlt Ruhe und Klarheit aus und ist nun ein „Raum für die Seele“, der im Trubel der City zum Innehalten einlädt.

## Historische Abbildungen

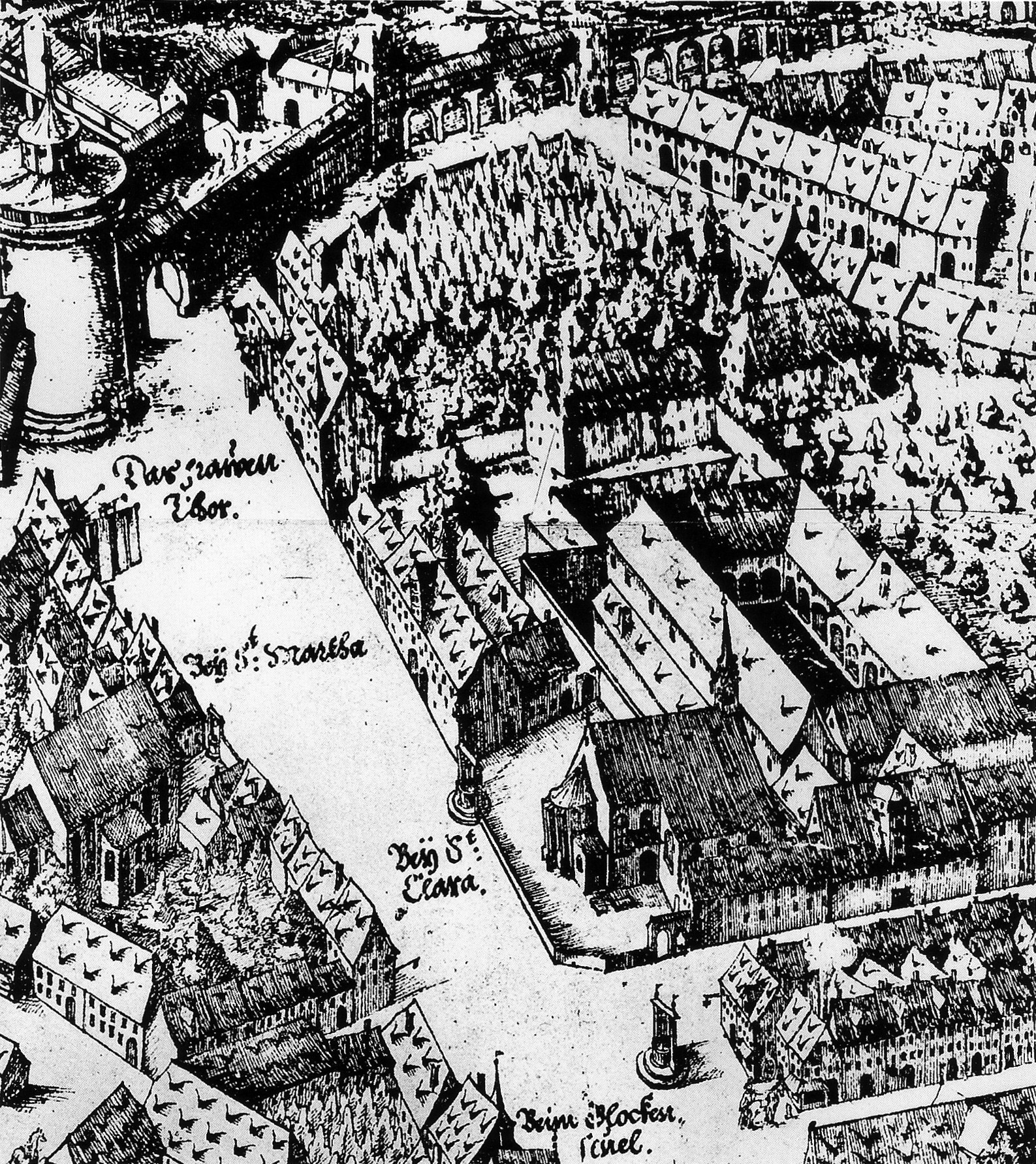
Darstellung der Kirche St. Klara im Braunschen Prospekt